# Valderrama (Antique)
Valderrama ist eine philippinische Stadtgemeinde in der Provinz Antique. Sie hat 19.124 Einwohner (Zensus 1. August 2015).

## Baranggays
Valderrama ist politisch unterteilt in 22 Baranggays.
| - Bakiang - Binanogan - Borocboroc - Bugnay - Buluangan I - Buluangan II - Bunsod - Busog - Cananghan - Canipayan - Cansilayan | - Culyat - Iglinab - Igmasandig - Lublub - Manlacbo - Pandanan - San Agustin - Takas (Pob.) - Tigmamale - Ubos (Pob.) - Alon |